# Maldensebrug
De Maldensebrug (ook wel Maldense brug of de Hoge Brug) is een in 1988 geopende brug over het Maas-Waalkanaal tussen Malden en Heumen. Hij vervangt een eerdere betonnen boogbrug op bijna dezelfde plek. Net als de meeste eerder over het Maas-Waalkanaal gebouwde bruggen (Neerbosschebrug, Graafsebrug, Dukenburgsebrug, Hatertsebrug) is het een betonnen kokerliggerbrug. Er is dan ook sprake van uniformiteit in de architectuur.
Ten noordoosten van de brug ligt een bedrijventerrein De Hoge Brug waar ook een loswal aan het kanaal is.

## Geschiedenis
Bij de Duitse inval in Nederland in de Tweede Wereldoorlog is de toenmalige brug op deze plek op 10 mei 1940 door Nederlandse troepen opgeblazen omdat de brug militair strategisch van belang was voor de oprukkende Duitsers.
Bij het slopen van de oude brug in juni 1988 gebeurde een ongeluk waardoor brugdelen in het water vielen. Het scheepvaartverkeer werd daardoor gestremd.

## Afbeeldingen

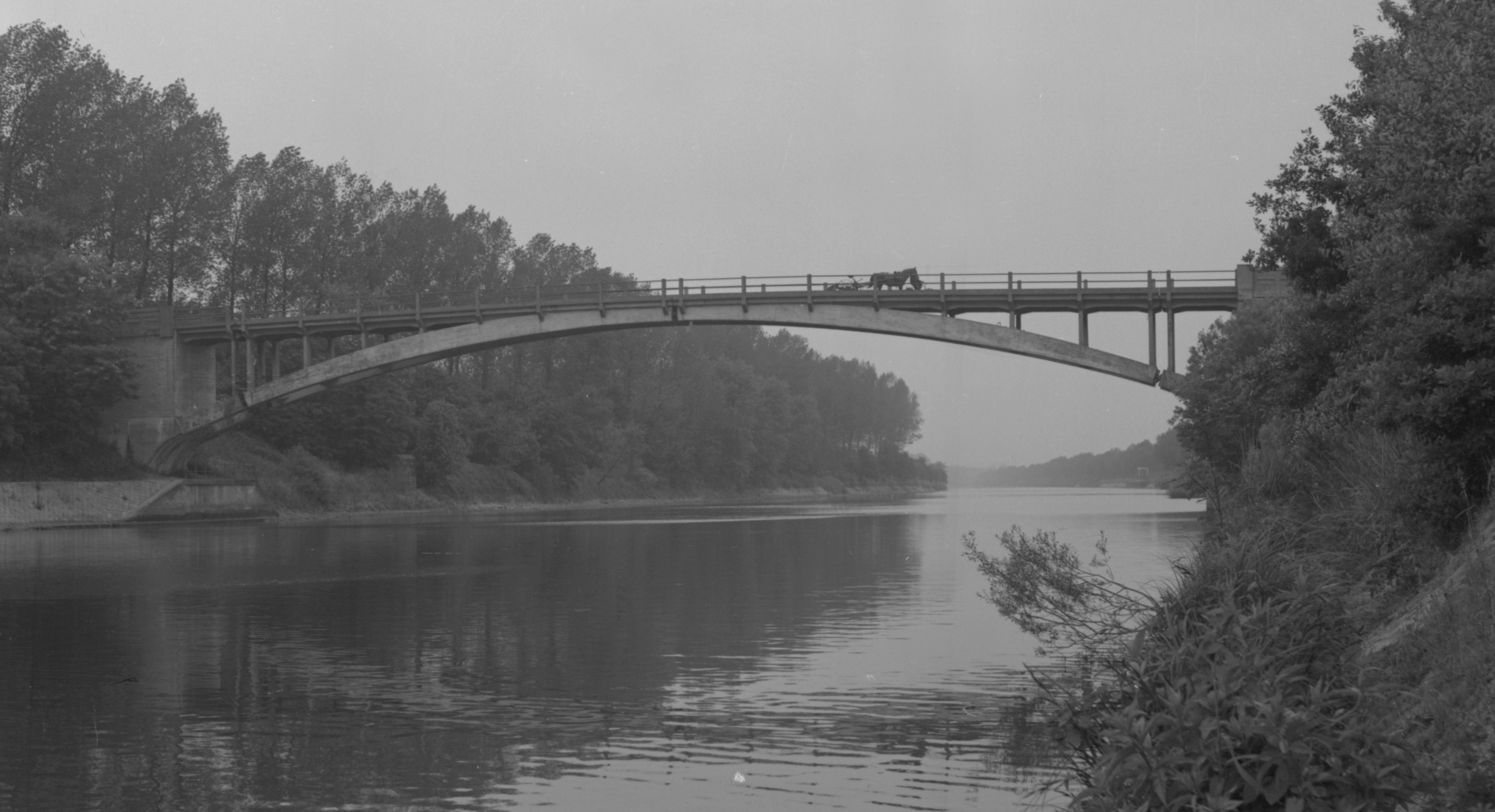
De oude Maldensebrug (voor 1960)
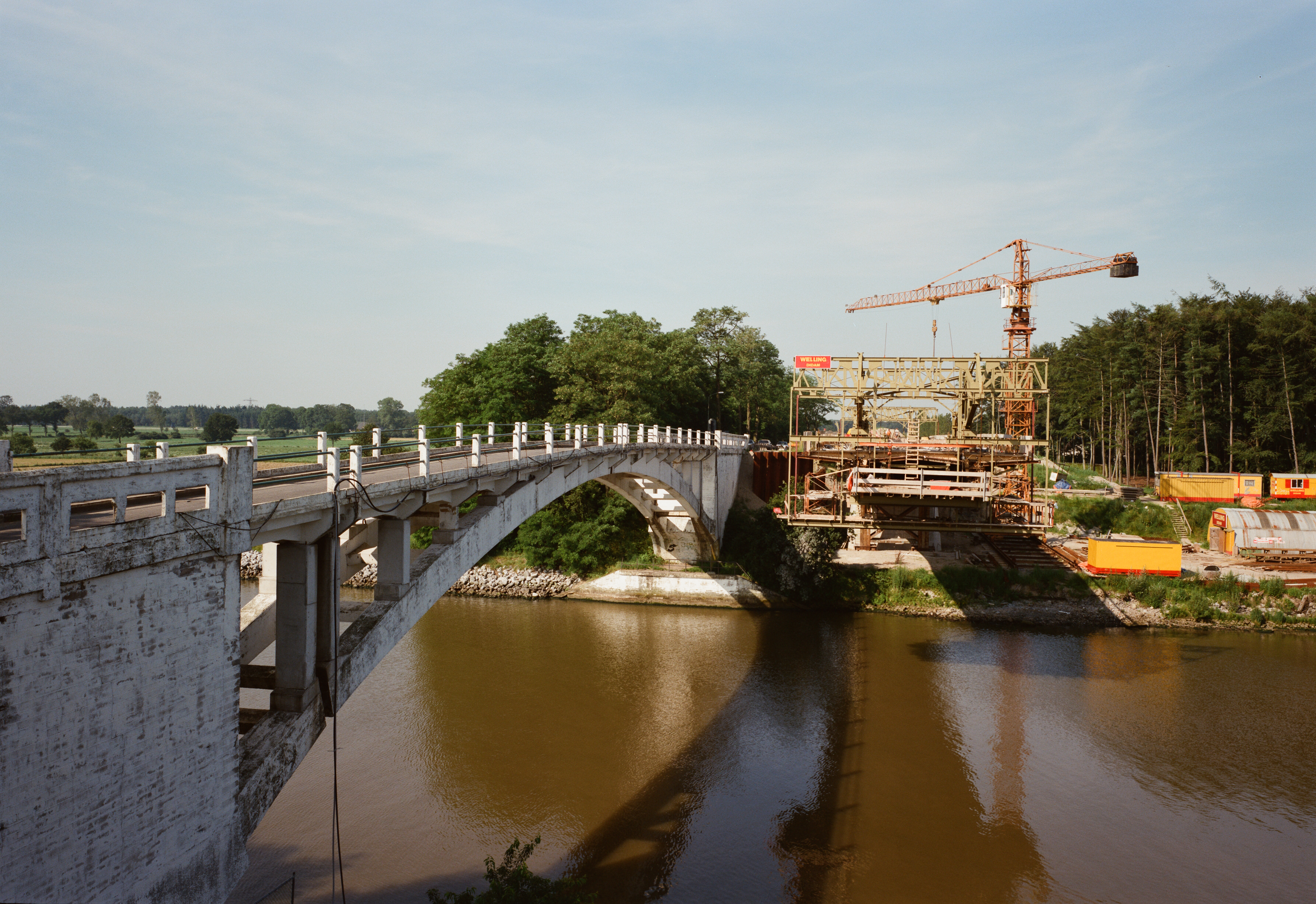
Links de oude brug, rechts de constructie van de nieuwe (1987)
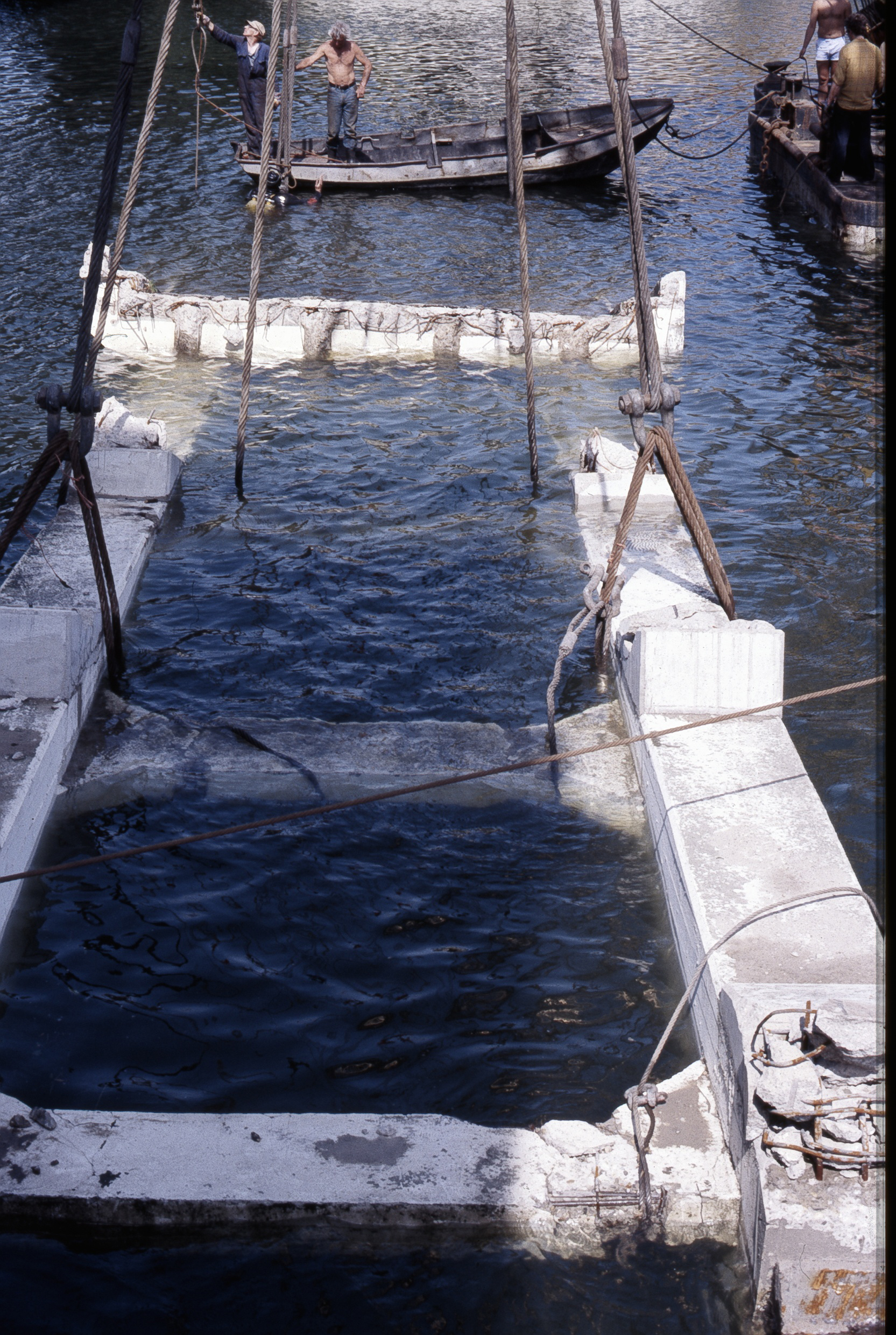
Bij het verwijderen van de oude brug viel een deel in het water (1988)
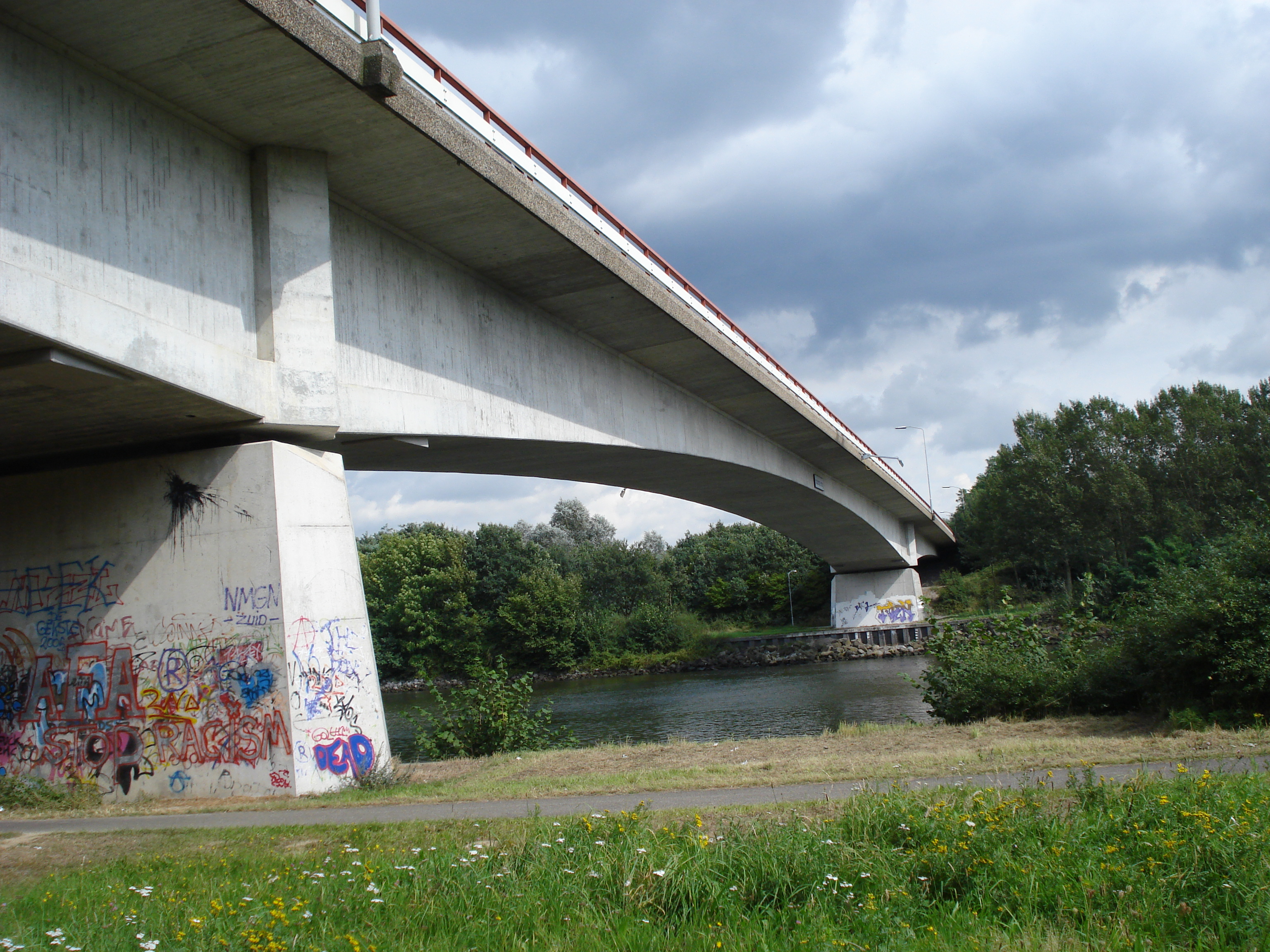
Maldensebrug vanaf de onderzijde (1988)

Brug over Sluiscomplex Weurt · Neerbosschebrug · Graafsebrug · Spoorbrug Dukenburg · Dukenburgsebrug · Hatertsebrug · Maldensebrug · brug over Sluiscomplex Heumen